# Denver - Den Sidste Dinosaurus
Denver - Den Sidste Dinosaurus (Denver The Last Dinosaur) er en amerikansk animeret tv-serie om dinosaurer. Serien er fra 1988.

## Handling
Fire teenagere (Jeremy, Mario, Shades og Wally) finder et stort dinosauræg på en byggeplads. Det klækkes, og ud kommer en grøn dinosaur, som de kalder Denver og tager på eventyr med - blandt andet kan de gå tilbage i tiden til kridttiden via et stykke af Denver's æggeskal.